# Вар (смола)

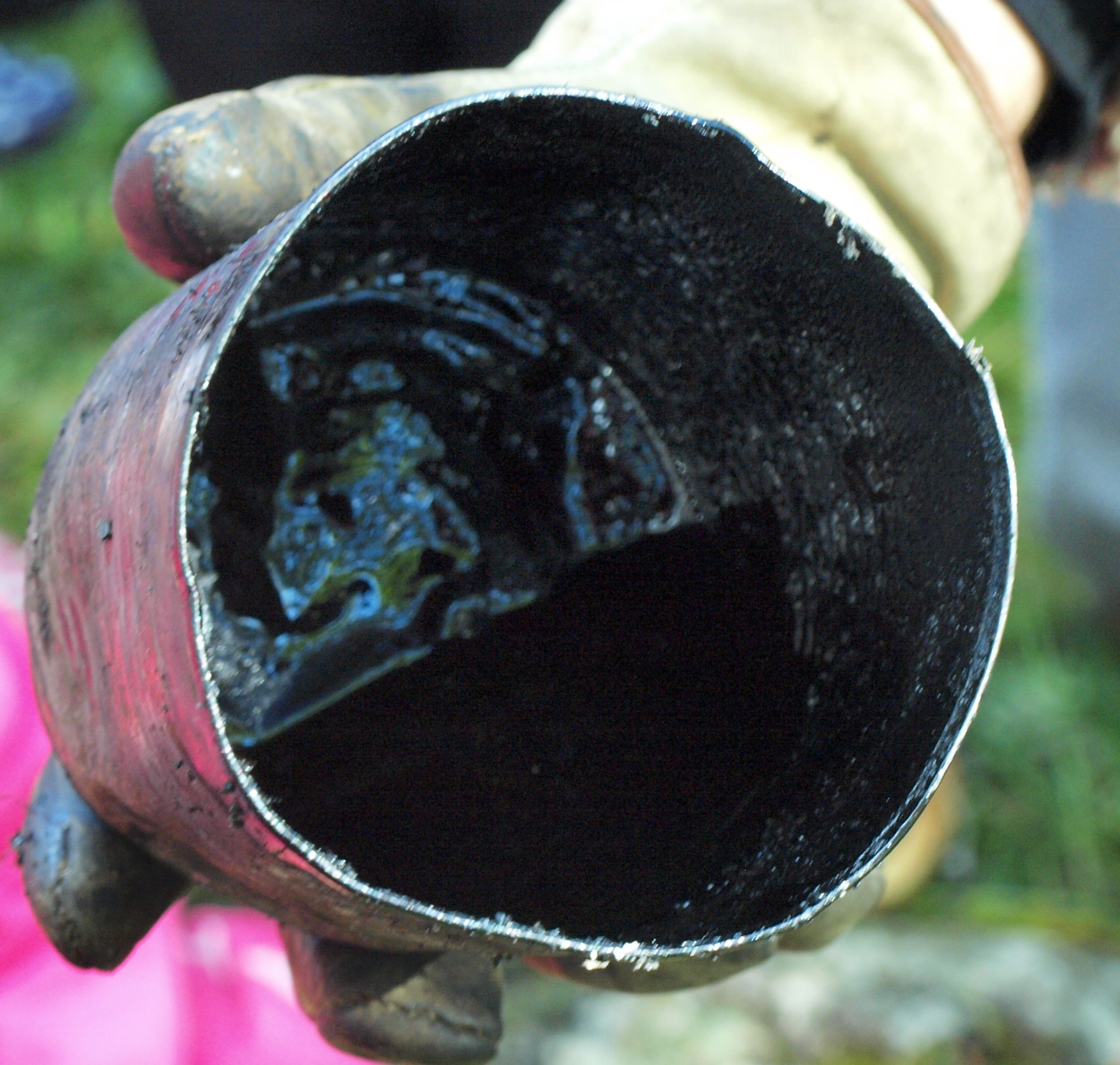
Вар

Вар, сапожный вар, корабельная смола, пек (фр. poix noire, brai gras, нем. Pech, Schifs-Schuste-pech, англ. pitch, лат. pix nigra) — легкоплавкое, мягкое смолистое вещество, нерастворимое в воде.
Различают 2 вида смол — светлый и чёрный.
Чёрный вар — продукт переработки древесной или каменноугольной смолы; используется при изготовлении простилочной массы в производстве обуви.
В состав светлого вара входят канифоль, нефтяные масла, парафин, воск, сера, сало, он применяется для пропитки (натирания) ниток (дратвы) в обувном производстве (сапожный вар), а также для изготовления замазок, используемых в ремёслах, строительстве, садоводстве (садовая замазка или садовый вар).
Берёзовый вар — сгущённый берёзовый дёготь.
Полувар — жидкий вар.

## Сосновый вар
Тёмная, густая и липкая жидкость, получаемая из сосны (реже ели). Сосновый вар столетиями использовался для просмаливания лодок, кораблей, канатов, одежды бурлаков и матросов, деревянных строений. Производство смол из дерева было известно в Древней Греции и, вероятно, использовалось в Скандинавии с железного века. В эпоху парусного флота, начиная с XIV века, — важный продукт экспорта северных стран. Швеция вывозила 13 000 бочек вара в 1615 г. и 227 000 бочек в пиковый 1863 год. Производство почти остановилось, когда деревянные суда были заменены стальными.
Сосновый вар получают при пиролизе древесины. До создания современных пиролизных установок получали в специальной яме, уплотненной глиной, имеющей наклонное дно в сторону выходного отверстия. Отверстие может быть и в центре, если печь выложена из камня. Древесина расщепляется на мелкие части и плотно укладывается. Сверху плотно укрывается грязью со мхом, чтобы прекратить доступ воздуха. Дерево поджигается. Продукты пиролиза вытекают наружу через несколько часов и продолжают вытекать несколько дней. Побочными продуктами были скипидар и канифоль. Следующим шагом в технологии были стальные бочки, используемые как реактор.

### Виды соснового вара (смолы) в старой России
- Смола неделянка — низший сорт смолы, буро-рыжеватого цвета с большим содержанием подсмольной воды, в виде капель.
- Смола икрянка (икрянистая) — сорт немногим лучше неделянки: в подсмольной воде плавает масса икряных зёрен.
- Смола серянка — получается в самом начале смолокуренного производства, буроватого цвета.
- Подсмолок — плохая жидкая ямная смола, идущая в большинстве случаев в переварку.

В зависимости от способов смолокурения, эти сорта получают ещё другие названия:
- Ямная смола — добывается перегонкой смольняка в ямах плохого качества.
- Мазанковая смола — печная, получаемая перегонкой смольняка в печах — «мазанках».
- Котельная смола — получаемая перегонкой смоляка в котлах.
- Батанная смола — добываемая благодаря усиленному мешанию (батанью) смолянистых веществ с подсмольною водой, в пропорции 5:3.

За границу Россия отпускала смолу пяти сортов: 
- Однорубежка — самая жидкая смола, совершенно чистая и легко стекающая со щупа.
- Двурубежка или жидкая серянка — чистая, гладкая, но не икрянистая, вязкая и намного гуще предыдущих сортов.
- Трёхрубежка или густая — смола гуще вышеописанных и значительно мелкозернистая.
- Четырёхрубежка или икрянка — густая крупнозернистая смола.
- Печная смола — самая густая и самая чёрная смола.

- Вязовская смола — сосновая, двух сортов:
  - 1-й сорт — густоты патоки, красно-бурого цвета, вкус креозотный, острый, запах сильно лакричный.
  - 2-й сорт, называемый химическим — много гуще 1-го, без лакричного запаха, употреблялась главным образом в строительстве.
- Вологодская смола — хвойная, двух сортов:
  - Паровая — видом похожа на густую патоку, немного икряниста, имеет при просвечивании красно-бурый цвет, вкус острый, креозотный, запах лакричный с привкусом касторового масла, употреблялась главным образом для просмолки, сетей, канатов, верёвок, бечевы и т. п.
  - Икрянка — котельная, в виде жидкого теста, очень икрянистая, почти непрозрачная, со слабым привкусом касторового масла. Употреблялась для смазки копыт у лошадей.
- Тверская (красная) смола — красно-бурого цвета, с тонким смоляным запахом и нежным вкусом. Шла главным образом для осмолки снастей и канатов. Чем эта смола краснее, тем она дороже.
- Вышневолоцкий дёготь — это чистая сосновая, паровая, казанная смола, чёрного цвета с красновато-бурым оттенком; консистенция подсолнечного масла, запах смоляной, вкус смоляно-скипидарный. Шёл для смазки колёс.
- Колёсный дёготь или чистая казанная сосновая смола без примеси берёзового дёгтя, очень густая, мутная, красновато-бурого цвета; вкус смоляно-скипидарный, запах смоляной. Шёл для смазки колёс. Это низший сорт дёгтя вообще.[5]
- Смола-дёготь — получается из смеси сосновых и берёзовых плах[6].

В продаже имелись следующие сорта вара:
- Шпигель-пёк — самый высший сорт, тверд, однороден.
- Обыкновенный, или корабельный, вар — твёрд и хрупок.
- Сапожный вар — менее твёрд и хрупок, нежели предыдущие сорта.[2]

## Применение

### Сапожная смазка
О сапожной смазке говорится в Уставе ратных дел XVII в. Она могла быть красной или чёрной. В состав входит чёрная сапожникова смола — вар, сера, селитра, старая олифа, нефть, льняное масло. Возможно, подобной смазкой в Сибири пропитывали подошвы обуви.

### Садовый вар
Садовый вар используют для покрытия и заживления мест прививок и ран, образующихся при обрезке и повреждениях деревьев (см. Садоводство) — он защищает повреждённые места растения от высыхания, проникновения воды, воздуха, бактерий, грибов и насекомых.
Может состоять из смеси парафина, церезина и воска. В современном садоводстве известны сотни рецептов садовых варов.

### Современное применение
Разбавленный водой применяется как ароматическое вещество со специфическим вкусом и запахом:
- как добавка в конфеты (например, Terva Leijona) и алкоголь (Terva Viina), Финляндия
- как пряность для производства продуктов питания, например, мяса.
- как аромат для сауны: смешивается с водой, бросаемой на каменку
- как компонент против перхоти в шампуне
- как компонент косметики
- смешивая вар с льняным маслом, получают краски для дерева.

Более широко его применение в строительстве. Сосновый вар образует прочную плёнку на поверхности, что препятствует впитыванию воды. Эта пассивная защита не действует химически на древесину и грибки, а лишь поддерживает сухое состояние дерева, препятствуя развитию гниения. Согласно директиве Евросоюза, сосновый вар, как средство биозащиты, можно применять и далее.
Используется в дорожном строительстве, как заменитель природного асфальта.